# Rhys ap Tewdwr
Rhys ap Tewdwr oder Rhys ap Tewdwr Mawr (engl. Rhys of Tudor the Great, dt. Rhys von Tudor, gen. der Große; † 1093 bei Brecon) war ein Fürst von Deheubarth in Südwales.

## Leben
Rhys war der Sohn von Tewdwr ap Cadell und damit ein Enkel von Cadell ab Einion, der bis 1018 König von Deheubarth gewesen war. Nachdem König Rhys ab Owain, ein entfernter Cousin von ihm, 1078 im Kampf gegen Trahern ap Caradog gefallen war, erkämpfte sich Rhys gegen Caradog ap Gruffydd von Gwent die Herrschaft über Deheubarth und wurde 1079 König. 1081 wurde er kurzzeitig von Caradog vertrieben und musste angeblich in der Kathedrale von St Davids Schutz suchen. Mit Hilfe von Gruffydd ap Cynan, der von Irland kommend bei Porthclais gelandet war und den Thron von Gwynedd zurückerobern wollte, konnte Rhys Caradog und dessen Verbündete Trahern ap Caradog und Meilyr ap Rhiwallon in der Schlacht von Mynydd Carn im südlichen Ceredigion besiegen. Sowohl Caradog als auch Trahern fielen in der Schlacht. Die beiden Sieger konnten sich jedoch über die Aufteilung des eroberten Landes nicht einigen und Gruffydd ap Cynan plünderte Teile von Rhys Reich. Im selben Jahr kam Wilhelm der Eroberer nach Deheubarth, demonstrativ auf Pilgerreise nach St Davids. Rhys huldigte ihm und zahlte ihm fortan Tribut. Im Gegenzug wurde er dafür im Besitz von Deheubarth bestätigt und konnte seine Stellung festigen.
Anders als sein Vater Wilhelm der Eroberer duldete sein Sohn und Nachfolger Wilhelm Rufus jedoch Angriffe der normannischen Barone auf walisische Territorien. 1088 wurde Rhys von den jungen Fürsten von Powys, Madog, Rhiryd und Cadwgan aus seinem Reich vertrieben und musste nach Irland flüchten. Er kehrte jedoch im gleichen Jahr mit Unterstützung der irischen Wikinger zurück und konnte seine Gegner in der Schlacht bei Llech-y-crau schlagen, wobei Madog und Rhiryd fielen. 1091 rebellierte eine Gruppe seiner Vasallen in Dyfed, um Gruffydd, den im englischen Exil lebenden Sohn von Maredudd ab Owain zum König von Deheubarth zu erheben. Rhys konnte die Rebellen in einer Schlacht bei St Dogmaels am Teifi schlagen und Gruffydd töten. Beide Angriffe, sowohl der der Fürsten von Powys als auch der von Gruffydd ab Maredudd, wurden von den Normannen unterstützt. Während diese Angriffe jedoch erfolglos blieben, konnte der normannische Baron Bernard de Neufmarché ab 1088 nach und nach das walisische Königreich Brycheiniog erobern und bedrohte damit das benachbarte Deheubarth. Rhys ap Tewdrwr verbündete sich mit dem König von Brycheiniog, Bleddyn ap Maenarch. Im April 1093 kam es zwischen den Walisern und Anglonormannen zu einer Schlacht bei Brecon, in der sowohl Rhys als auch Bleddyn fielen. In der Folge konnten die Normannen ganz Brycheiniog erobern und weite Teile von Deheubarth besetzen.

## Familie und Nachkommen
Rhys war mit Gwladus, einer Tochter Rhiwallon ap Cynfyn verheiratet, mit der er zwei Söhne hatte, Gruffydd und Hywel, sowie eine Tochter, Nest. Während der junge Gruffydd 1093 von Verwandten nach Irland in Sicherheit gebracht wurde und nach 1116 einen Teil des Reiches seines Vaters zurückerobern konnte, gerieten Hywel und Nest in Gefangenschaft. Hywel blieb mehrere Jahre Gefangener von Arnulf de Montgomery. Nest wurde eine Geliebte des späteren Königs Heinrich I. und später mit dem anglonormannischen Adligen Gerald of Windsor verheiratet.